# (28442) Nicholashuey
(28442) Nicholashuey est un astéroïde de la ceinture principale d'astéroïdes.

## Description
(28442) Nicholashuey est un astéroïde de la ceinture principale d'astéroïdes. Il fut découvert le 4 janvier 2000 à Socorro (Nouveau-Mexique) par le projet LINEAR. Il présente une orbite caractérisée par un demi-grand axe de 2,41 UA, une excentricité de 0,14 et une inclinaison de 2,9° par rapport à l'écliptique.

## Compléments